# Kosteljke
Kosteljke (lat. Squaliformes) red morskih pasa kojemu pripada sedam porodica sa 137 vrsta. U Jadranu žive predstavnici šest ovih porodica osim morskih psa spavača, to su: Centrophorus granulosus (Kostelj dubljinac), Dalatias licha (pas mrkalj), Echinorhinus brucus (pas zvjezdaš), Etmopterus spinax (kostelj crnac), Oxynotus centrina (morski pas prasac), Squalus acanthias (kostelj) i Squalus blainville (kostelj vlastelin).

## Porodice
1. Centrophoridae Bleeker, 1859; Duboki kostelji
2. Dalatiidae Gray, 1851 - Mrkalji
3. Echinorhinidae Theodore Gill, 1862 - Šiljoglavke
4. Etmopteridae Fowler, 1934 - Svjetlučavci
5. Oxynotidae Th.N. Gill, 1862 - Prasci
6. Somniosidae D.S. Jordan, 1888 - Morski psi spavači, spavači
7. Squalidae Blainville, 1816 - Kosteljci

## Vanjske poveznice
|  | Zajednički poslužitelj ima još gradiva o temi Squaliformes |
|  | Wikivrste imaju podatke o taksonu Squaliformes             |